# Libido (film)
Pour les articles homonymes, voir Libido.
Pour plus de détails, voir Fiche technique et Distribution.
Libido est un giallo italien réalisé par Vittorio Salerno et Ernesto Gastaldi et sorti en 1965.

## Synopsis
Le jeune Christian se rend avec sa femme Hélène dans une villa spectrale que lui a léguée son père. Ils sont accompagnés de l'exécuteur testamentaire de son père, Paul, et de sa jeune épouse Brigitte.

## Fiche technique
Sauf indication contraire, les informations mentionnées dans cette section peuvent être confirmées par la base de données cinématographiques IMDb,  présente dans la section « Liens externes ».
- Titre en français : Libido ou Les Vipères de l'amour[2]
- Titre original italien : Libido[3]
- Réalisation : Vittorio Salerno
- Scenario : Ernesto Gastaldi (sous le nom de « Julian Berry »), Vittorio Salerno sur un récit de Mara Marilli (sous le nom de « Mara Maryl »)
- Photographie :	Romolo Garroni (it) (sous le nom de « Romy Garroni »)
- Montage : George Money
- Musique : Carlo Rustichelli
- Décors : Emilio Baldelli
- Production : Karl Spiehs, Ernesto Gastaldi
- Société de production : Nucleo Daiano Film
- Pays de production :  Italie
- Langue originale : Italien
- Format : Noir et blanc - Son mono - 35 mm
- Durée : 90 min[3]
- Genre : Giallo, drame psychopathologique[2]
- Dates de sortie :
  - Italie : 12 août 1965
  - France : 24 août 1966[2]

## Distribution
- Dominique Boschero : Hélène
- Mara Marilli (sous le nom de « Mara Maryl ») : Brigitte
- Luciano Pigozzi : Paul
- Giancarlo Giannini : Christian

## Production
Selon Gastaldi, Libido a été tourné en seulement 18 jours sur un pari et avec un budget assez resserré de 26 millions de lires. C'est le premier film réalisé par Gastaldi et par Salerno, alors que le premier est principalement scénariste et que le second s'était illustré jusque là surtout en tant que monteur. Les deux compères co-écrivent également le scénario, sur une idée originale de Mara Marilli, la femme de Gastaldi à la ville, qui joue aussi dans le film. Gastaldi a réutilisé certaines scènes de ce film pour son troisième long métrage La Force du mal.
L'intrigue du film s'inspire des Diaboliques de Clouzot ainsi que de La Chambre des tortures de Roger Corman, d'après le critique britannique Adrian Luther-Smith.

## Accueil
Le film a eu un important succès commercial.